# Paepalanthus microphorus
Paepalanthus microphorus är en gräsväxtart som beskrevs av Silveira. Paepalanthus microphorus ingår i släktet Paepalanthus och familjen Eriocaulaceae. Inga underarter finns listade i Catalogue of Life.